# Чмаль, Виктор Николаевич
Виктор Николаевич Чмаль (30 октября 1960, Волчанский район, Харьковская область — 14 июня 2015, Тульская область) — российский пилот, абсолютный чемпион мира по высшему пилотажу, заслуженный мастер спорта России, заслуженный тренер России, лётчик-инструктор «ОКБ Сухого».
Входил в состав сборной команды РФ с 1991 года. Освоил следующие ВС: Як-18а, Як-18т, Як-50, Як-55, Z-50, Ан-2, Су-26, Су-29, Су-31, Z-326, «Экстра 300L», «Экстра 300LC», «Экстра 330SC», ИЛ-103, «Цесна-152», «Цесна-172», Як-52, «Гольф», а также планеры Swift, «Пугачек», «Янтарь-Стандарт-3», «Бланик», SZD, Fox. Общий налет составлял более 3,5 тысячи часов.
Виктор Чмаль скончался 14 июня 2015 года в результате несчастного случая на даче.
Похоронен в Москве на Троекуровском кладбище, участок 25а.

## Биография
- В 1981 году закончил Волчанское авиационное училище летчиков-инструкторов ДОСААФ СССР;
- 1981—1987 гг — командир звена Ереванского Аэроклуба ДОСААФ
- 1987—1998 гг. — штурман Хмельницкого АСК
- 1998—1999 гг. — начальник Хмельницкого АСК
- 1999—2000 гг. — летчик-инструктор аэроклуба СССР им. В. П. Чкалова
- В 2001 г. окончил Школу испытателей.
- 2000—2001 гг. — летчик-испытатель ОАО «Передовые технологии Сухого»
- 2001—2015. — летчик-инструктор ПГ ЮПШ ОАО «ОКБ Сухого»
- с 1983 г. по 1991 г. — член сборной команды СССР по пилотажу
- с 1991 г. по 2015 г.- член сборной команды России по пилотажу на самолётах

## Награды и заслуги
Заслуженный мастер спорта (самолётный спорт, 1996 г.), Заслуженный тренер России (2002 год).
- серебряный призёр Чемпионата СССР (1991 г.)
- чемпион Европы 1995 и 2006 годов (командные соревнования)
- бронзовый призёр Чемпионата мира по планерному пилотажу 1995 года
- абсолютный чемпион мира 1996 года
- бронзовый призёр Чемпионата Европы 2004 года
- неоднократный призёр Кубков мира «Grand Prix FAI»
- серебряный (командный зачет) и бронзовый призёр Чемпионата мира 2000 года
- серебряный призёр Чемпионата Европы 2006 г., бронзовый призёр Чемпионата России (2000, 2002, 2003, 2004), серебряный призёр Чемпионата России 2001, 2003 годов.

Был награждён медалью ордена «За заслуги перед Отечеством» II степени, а также медалью «За укрепление боевого содружества».